# Eucalyptus pulverulenta
Eucalyptus pulverulenta är en myrtenväxtart som beskrevs av John Sims. Eucalyptus pulverulenta ingår i släktet Eucalyptus och familjen myrtenväxter. Inga underarter finns listade i Catalogue of Life.

## Bildgalleri

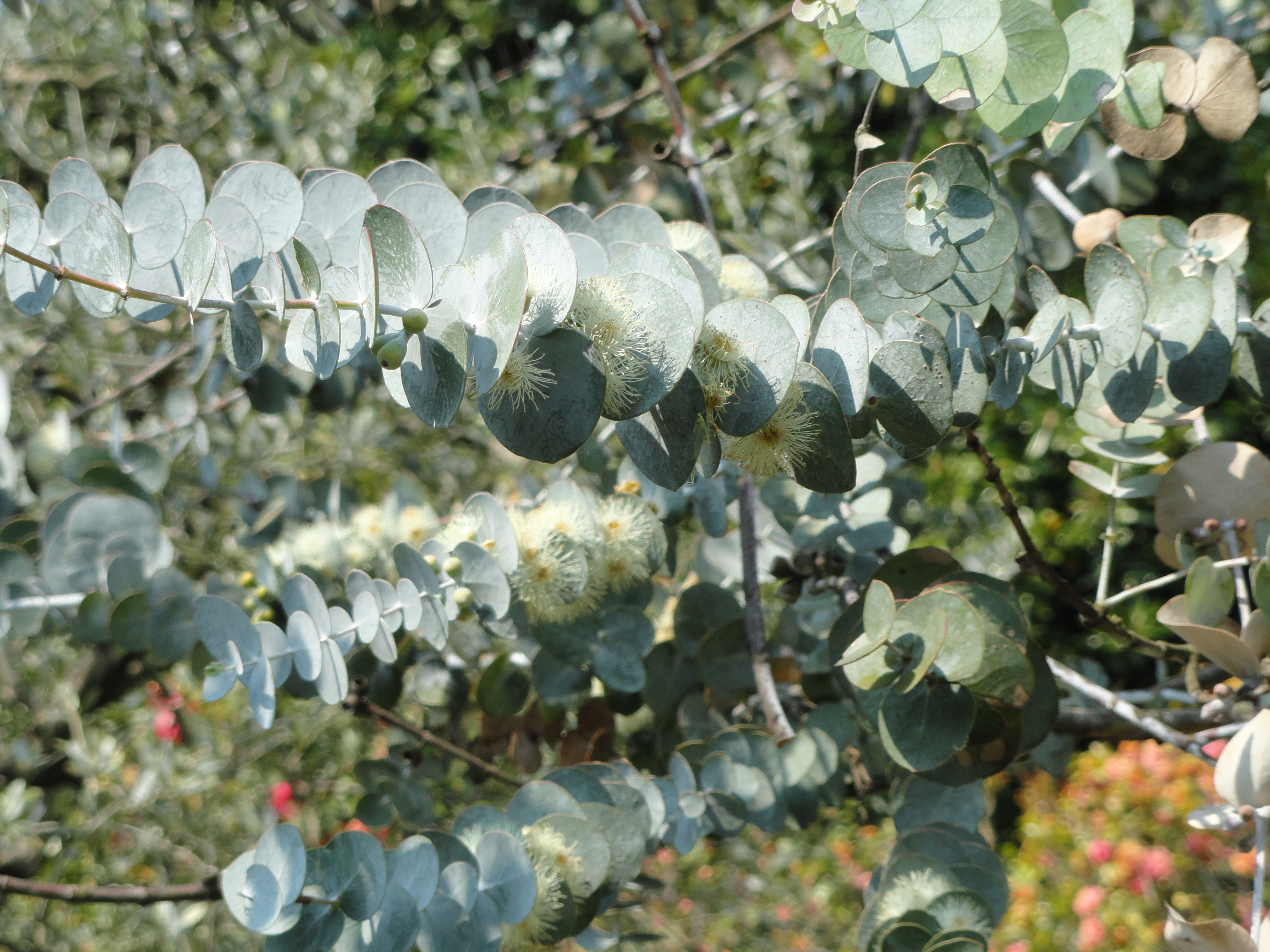